# Коммендация
Коммендация (от лат. commendare — рекомендовать, поручать, вверять) — в Западной Европе раннего Средневековья процедура установления отношений верности между сеньором и его воинами. При этом последние получали звания вассалов. Первая зафиксированная документально церемония имела место во Франции в VII в., однако отношения вассалитета существовали и ранее, предшествуя образованию класса дворянства.  
Существовало два основных типа коммендации:
- акт признания вассалом своего подчинения власти сеньора. Сопровождался клятвой верности (оммаж) и заключением вассального договора.
- подчинение разорившихся свободных людей крупному землевладельцу. Вступление «слабого» человека под покровительство более «сильного» и богатого сопровождалось вступлением в поземельную, а затем и в личную зависимость крестьянина от феодала[1][2]. По другим сведениям[каким?], коммендация не относилась к крестьянам вообще и касалась лишь установления отношений верности (вассалитета) в военном сословии. В отдельных случаях к коммендации допускались и люди, рожденные несвободными, при этом переходившие в разряд свободных.